# Raffaella Brutto
Raffaella Brutto (ur. 10 stycznia 1988 w Genui) – włoska snowboardzistka, specjalizująca się w snowcrossie.
Po raz pierwszy na arenie międzynarodowej pojawiła się 28 marca 2001 roku w Alleghe, gdzie w zawodach dzieci zajęła 7. miejsce w gigancie równoległym (PGS). W marcu 2004 roku wystartowała na mistrzostwach świata juniorów w Oberwiesenthal, zajmując 30. miejsce w snowcrossie. Jeszcze czterokrotnie startowała na imprezach tego cyklu, najlepszy wynik osiągając podczas mistrzostw świata juniorów w Valmalenco, gdzie w tej samej konkurencji była dziesiąta.
W zawodach Pucharu Świata zadebiutowała 5 stycznia 2006 roku w Bad Gastein, zajmując 44. miejsce w snowcrossie. Pierwszy raz na podium zawodów tego cyklu stanęła 7 grudnia 2012 roku w Montafon, kończąc rywalizację w tej samej konkurencji na drugiej pozycji. W zawodach tych rozdzieliła Kanadyjkę Dominique Maltais i Belle Brockhoff z Australii. W sezonie 2012/2013 zajęła siódme miejsce w klasyfikacji snowcrossu. W 2018 roku zajęła ósme miejsce na igrzyskach olimpijskich w Pjongczangu. Była też między innymi szósta na mistrzostwach świata w Stoneham w 2013 roku i rozgrywanych sześć lat później mistrzostwach świata w Solitude.

## Osiągnięcia

### Igrzyska olimpijskie
| Miejsce | Dzień     | Rok  | Miejscowość | Konkurencja | Zwyciężczyni   |
| ------- | --------- | ---- | ----------- | ----------- | -------------- |
| 17.     | 16 lutego | 2010 | Vancouver   | Snowcross   | Maëlle Ricker  |
| 16.     | 16 lutego | 2014 | Soczi       | Snowcross   | Eva Samková    |
| 8.      | 16 lutego | 2018 | Pjongczang  | Snowcross   | Michela Moioli |

### Mistrzostwa świata
| Miejsce | Dzień       | Rok  | Miejscowość   | Konkurencja         | Zwyciężczyni       |
| ------- | ----------- | ---- | ------------- | ------------------- | ------------------ |
| 27.     | 14 stycznia | 2007 | Arosa         | Snowcross           | Lindsey Jacobellis |
| 27.     | 18 stycznia | 2009 | Gangwon       | Snowcross           | Helene Olafsen     |
| 8.      | 18 stycznia | 2011 | La Molina     | Snowcross           | Lindsey Jacobellis |
| 6.      | 26 stycznia | 2013 | Stoneham      | Snowcross           | Maëlle Ricker      |
| 8.      | 16 stycznia | 2015 | Kreischberg   | Snowcross           | Lindsey Jacobellis |
| 21.     | 12 marca    | 2017 | Sierra Nevada | Snowcross           | Lindsey Jacobellis |
| 4.      | 13 marca    | 2017 | Sierra Nevada | Snowcross drużynowy | Francja            |
| 6.      | 1 lutego    | 2019 | Solitude      | Snowcross           | Eva Samková        |
| 12.     | 3 lutego    | 2019 | Solitude      | Snowcross drużynowy | Stany Zjednoczone  |
| 10.     | 11 lutego   | 2021 | Idre Fjäll    | Snowcross           | Charlotte Bankes   |
| 6.      | 12 lutego   | 2021 | Idre Fjäll    | Snowcross drużynowy | Australia          |

### Puchar Świata

#### Miejsca w klasyfikacji snowcrossu
- sezon 2005/2006: 65.
- sezon 2007/2008: 41.
- sezon 2008/2009: 19.
- sezon 2009/2010: 20.
- sezon 2010/2011: 22.
- sezon 2011/2012: 22.
- sezon 2012/2013: 7.
- sezon 2013/2014: 11.
- sezon 2014/2015: 8.
- sezon 2015/2016: 14.
- sezon 2016/2017: 11.
- sezon 2017/2018: 10.
- sezon 2018/2019: 9.
- sezon 2019/2020: 7.
- sezon 2020/2021: 9.

#### Miejsca na podium w zawodach
1. Montafon – 7 grudnia 2012 (snowcross) - 2. miejsce
2. La Molina – 15 marca 2014 (snowcross) - 3. miejsce
3. Big White – 25 stycznia 2020 (snowcross) - 3. miejsce